# Штумпф, Петер
Петер Штумпф (словен. Peter Štumpf, 28 июня 1962, Белтинци, Социалистическая Республика Словения, Социалистическая Федеративная Республика Югославия) — словенский прелат, член монашеской конгрегации салезианцев. Епископ Мурска-Соботы с 28 ноября 2009 по 29 ноября 2024. Епископ Копера с 29 ноября 2024.

## Биография
Петер Штумпф родился 28 июня 1962 года в городе Белтинци, Словения. После получения среднего образования вступил в монашескую конгрегацию салезианцев. 29 июня 1990 года был рукоположён в священника.
24 мая 2006 года Римский папа Бенедикт XVI назначил Петера Штумпфа вспомогательным епископом архиепархии Марибора и титулярным епископом Мусти Нумидийской. 10 сентября 2006 года состоялось рукоположение Петера Штумпфа в епископа, которое совершил архиепископ Марибора Франц Крамбергер в сослужении с епископом Целе Антоном Стресом и епископом Мурска-Соботы Марианом Турншеком.
28 ноября 2009 года Петер Штумпф был назначен епископом Мурска-Соботы.